# Vic Morrow
Victor Morrow (ur. 14 lutego 1929 jako Victor Morozoff, zm. 23 lipca 1982) – amerykański aktor. Popularność zapewniła mu rola w serialu Combat! (1962–1967) produkcji ABC, dzięki której otrzymał nominację do nagrody Emmy w kategorii Najlepszy aktor (pierwszoplanowy) występujący regularnie w serialu. Występował na ekranach przez ponad trzy dekady; m.in. w Szkolnej dżungli (ang. Blackboard Jungle; 1955), Królu Kreolu (ang. King Creole; 1958), Poletku Pana Boga (ang. God’s Little Acre; 1958), Brudnej Marry, świrusie Larry (ang. Dirty Marry, Crazy Larry; 1974) i Strasznych misiach (ang. The Bad News Bears; 1976). Morrow był aktorem aż do tragicznej śmierci na planie filmu Strefa mroku (ang. Twilight Zone: The Movie; 1983), kiedy wraz z dwójką aktorów dziecięcych zginął w wyniku katastrofy śmigłowca.

## Wczesne lata
Morrow urodził się w okręgu Bronx w Nowym Jorku, w rodzinie żydowskiej. Jego ojcem był Harry Morozoff, inżynier elektryk, a matką Jean (Kress) Morozoff. W wieku 17 lat przerwał edukację i wstąpił do United States Navy. Przez wiele lat Morrow żył z rodziną w Asbury Park w stanie New Jersey.

## Kariera
Morrow przyciągnął uwagę wcielając się w postać Stanleya Kowalskiego w sztuce teatralnej Tramwaj zwany pożądaniem (ang. A Streetcar Named Desire). Jego pierwszym filmem była Szkolna dżungla (1955), w którym zagrał rolę studenta prześladującego nauczyciela (Glenn Ford).
Film ten został wyprodukowany przez wytwórnię Metro-Goldwyn-Mayer, która następnie obsadziła Morrowa w Opowieści o złym człowieku (ang. Tribute to a Bad Man; 1956). Morrow występował gościnnie w produkcjach telewizyjnych, takich jak The Millionaire, Matinee Theatre, Alfred Hitchcock przedstawia (ang. Alfred Hitchcock Presents), The Restless Gun, Trackdown, Richard Diamond, Private Detective i Telephone Time.
Morrow grał również drugoplanową rolę w filmie Mężczyźni na wojnie (Men in War; 1957) reżyserii Anthony’ego Manna i Hell’s Five Hours (1958). Pojawił się, obok Elvisa Presleya i m.in. Waltera Matthau oraz Carolyn Jones, w Królu Kreolu reżyserii Michaela Curtiza. Mann zaprosił go do Poletka Pana Boga (1958).
Jednakże Morrow pozostał głównie aktorem telewizyjnym, występując w Naked City, Wichita Town, The Rifleman, The Lineup, Johnny Ringo, The Brothers Brannagan, The Law and Mr. Jones, The Lawless Years, The Barbara Stanwyck Show, General Electric Theatre, Target: The Corruptors, The Tall Man, Outlaws, Bonanzie (ang. Bonanza), a także Nietykalnych (ang. The Untouchables).
W jednym z pierwszych odcinków Bonanzy, „The Avenger” zagrał tajemniczego osobnika znanego tylko jako Lassiter – nazwaną na cześć miasta z którego pochodził – który zjawia się w Virginia City gdzie pomaga uratować Bena i Adama Cartwrighta przed niesłusznym powieszeniem i ostatecznie rozprawia się z poszukiwanym przez niego człowiekiem, ujawniając się jako łowca biorących udział w linczu, w którym zginął jego ojciec; po zabiciu około połowy uczestników samosądu opuszcza miejscowość niczym Clint Eastwood w filmie Mściciel (ang. High Plains Drifter). Morrow wystąpił także w odcinku „The Tin Badge” w trzeciej serii Bonanzy.
Mann obsadził Morrowa po raz trzeci w filmie Cimarron (1960), w którym ponownie zadręczał postać graną przez Glenna Forda. Grał razem z Audie Murphym w Posse from Hell (1961).
Morrow wcielił się w rolę żołnierza/inżyniera porucznika Roberta Bensona w odcinku „A Matter of Honor” w serialu Death Valley Days z 1962 roku, prowadzonym przez Stanleya Andrewsa. Fabuła skupia się na narzeczonej Bensona, Indianie (Shirley Ballard), która próbuje przekonać go do sprzedaży tajnych informacji wojskowych kryminalistom-potentatom nieruchomości takim jak Joseph Hooker (Howard Petrie). Trevor Bardette i Meg Wyllie zostali obsadzeni w rolach Kapitana i pani Warner.
Po raz pierwszy Morrow otrzymał główną rolę w filmie kryminalnym Portrait of a Mobster (1961), grając Dutcha Schultza.
W późniejszym czasie był wciąż głównie aktorem telewizyjnym, pojawiając się w Death Valley Days, Alcoa Premiere i Suspense.

### Combat!

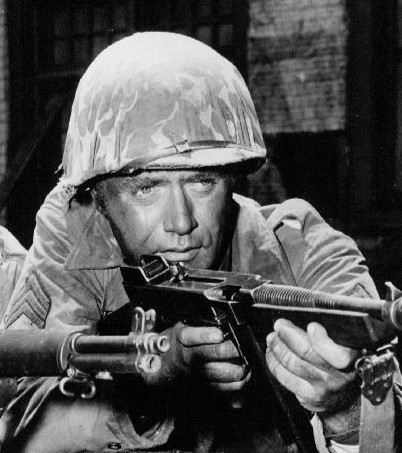
Vic Morrow jako sierżant Saunders w Combat!

Morrow zagrał główną rolę sierżanta „Chipa” Saundersa w serialu Combat!, dramacie telewizyjnym osadzonym w czasach II wojny światowej i nadawanym w latach 1962–1967. Gene Santoro, badacz popkultury stwierdził:

Najdłużej emitowany dramat telewizyjny związany z II wojną światową (1962–1967) był tak naprawdę zbiorem 50-minutowych filmów. Okraszone scenami bitewnymi, skupiają się na ciężkiej pracy oddziału, począwszy od D-Day – odważny obraz ludzi próbujących odzyskać człowieczeństwo i przeżyć. Melodramat, komedia i satyra wchodzą do gry gdy porucznik Hanley (Rick Jason) i sierżant Saunders (Vic Morrow) prowadzą swój oddział w stronę Paryża... nieustępliwość wydrąża antybohatera Saundersa: od czasu do czasu możesz dostrzec nagrobki w jego oczach.

(ang. TV's longest-running World War II drama (1962–1967) was really a collection of complex 50-minute movies. Salted with battle sequences, they follow a squad's travails from D-Day on – a gritty ground-eye view of men trying to salvage their humanity and survive. Melodrama, comedy, and satire come into play as top-billed Lieutenant Hanley (Rick Jason) and Sergeant Saunders (Vic Morrow) lead their men toward Paris ... The relentlessness hollows antihero Saunders out: at times, you can see the tombstones in his eyes.)

Jego przyjaciel i współgwiazda z planu Combat!, Rick Jason, opisał Morrowa jako „mistrzowskiego reżysera”, który wyreżyserował „jeden z najlepszych filmów anty-wojennych jakie kiedykolwiek widziałem”. Odnosił się do dwuczęściowego odcinka „Hills Are for Heroes”, do którego scenariusz napisał Gene L. Coon.

### DeathwatchiA Man Called Sledge
Morrow pracował także jako reżyser telewizyjny. Wspólnie z Leonardem Nimoyem stworzył Deathwatch (1965), będący anglojęzyczną adaptacją sztuki Haute Surveillance Jeana Geneta, opracowaną przez Morrowa i Barbarę Turner. Reżyserem był Morrow, a w filmie zagrał Nimoy.
Po zakończeniu produkcji Combat!, Morrow zagrał główną rolę w Target: Harry (1969), pilocie planowanego serialu, który nie został wyprodukowany; reżyserem był Roger Corman.
W 1969 roku założył przedsiębiorstwo Carleigh.
Morrow napisał scenariusz i wyreżyserował spaghetti western A Man Called Sledge (1970), którego producentem był Dino Delaurentiis. W filmie wystąpili James Garner, Dennis Weaver i Claude Akins. Po Deathwatch, był to pierwszy i jedyny duży film Marrowa, w którym nie pojawił się przed kamerą. Sceny do Sledge kręcono we Włoszech w pustynnych plenerach, kojarzących się z południowo-zachodnimi Stanami Zjednoczonymi.
Morrow wystąpił gościnnie w The Immortal, Dan August, Hawaii Five-O, Mannix, Sarge, McCloud oraz Owen Marshall: Counselor at Law.

### Filmy telewizyjne
W latach 70. Morrow grał w niektórych filmach telewizyjnych, w tym A Step Out of Line (1971), Travis Logan, D.A. (1971) (tytułowa rola), River of Mystery (1971), The Glass House (1972), The Weekend Nun, Tom Sawyer (1973), Nightmare (1974).
Gościnnie pojawiał się w Ironside, The Bold Ones: The New Doctors, Mission: Impossible, The FBI, Love Story, Ulicach San Francisco (ang. The Streets of San Francisco) i Police Story.
Morrow zagrał także w dwóch odcinkach australijskiego serialu The Evil Touch z 1973 roku, którego jeden z nich także reżyserował.
Wcielił się w rolę przebiegłego szeryfa w filmie drogi Brudna Mary, świrus Larry reżyserii Johna Hougha, również wystąpił, razem z Martinem Sheenem, jako morderczy szeryf w filmie telewizyjnym The California Kid (1974) i The Take (1974).
Objął główną rolę w Funeral for an Assassin (1975). Ponadto grał główne role w Death Stalk (1975), Dziewczynie do dziecka (ang. Wanted: Babysitter; 1975), The Night That Panicked America (1975), Treasure of Matecumbe (1976) oraz w komedii Straszne misie, gdzie zagrał agresywnego, współzawodniczącego trenera baseballu Roya Turnera.
W końcówce lat 70. Morrow grał w coraz większej ilości miniseriali, takich jak Captains and the Kings (1977), Korzenie (ang. Roots) i The Last Convertible (1979), a także gościnnie w Bronc, Hunter, The Littlest Hobo i Aniołkach Charliego (ang. Charlie’s Angels).
Powrócił do reżyserii, obejmując stery przy produkcji odcinków do Quincy, M.E., Lucan i Walt Disney's Wonderful World of Color.

### Ostatnie role
Morrow zagrał główną rolę w The Ghost of Cypress Swamp (1977), japońskim filmie Wiadomość z kosmosu (jap. 宇宙からのメッセージ – Uchū kara no Messēji, ang. Message from Space; 1978) i The Evictors (1979). Pojawiał się również w filmach telewizyjnych The Man with the Power (1977), The Hostage Heart (1977), Curse of the Black Widow (1977), Wild and Wooly (1978), Stone (1978) i Paris (1980).
Morrow wystąpił w Humanoidach z głębiny (ang. Humanoids from the Deep; 1980) Rogera Cormana i Ostatnim rekinie (ang. The Last Shark; 1981) oraz regularnie w serialu kryminalnym B.A.D. Cats (1980).
Do ostatnich roli Morrowa należą również gościnny udział w Aniołkach Charliego, Magnum (ang. Magnum, P.I.) oraz w filmach 1990: The Bronx Warriors (1981) i Abenko Green Berets (1982).

## Życie prywatne
W 1958 roku Morrow poślubił aktorkę i scenarzystkę Barbarę Turner. Razem mieli dwie córki, Carrie Ann Morrow (1958–2016) i aktorkę Jennifer Jason Leigh (ur. 1962). Po siedmiu latach małżeństwo Morrowa i Turner zakończyło się rozwodem. W 1975 roku ożenił się z Gale Lester; w lipcu 1982 roku, tuż przed śmiercią Morrowa, dokonali separacji.
Po rozwodzie z matką Jennifer, relacje między Morrowem a córką uległy pogorszeniu. Jennifer zmieniła nazwisko na Leigh i w chwili śmierci aktora ich relacje wciąż były oziębłe.
Rick Jason, współgwiazda Combat!, wspomina Morrowa jako „całkowicie nielubiącego broni palnej. W serialu używał pistoletu maszynowego Thompson, ale to była praca. Pod jakimkolwiek innym względem nie chciał mieć z nią nic do czynienia”.

## Śmierć
W 1982 roku Marrow został obsadzony w filmie Strefa mroku, we fragmencie reżyserowanym przez Johna Landisa. Morrow grał rolę Billa Connora, rasisty przeniesionego w czasie i umieszczonego w różnych sytuacjach, w których stawał się prześladowaną ofiarą: jako Żyd we Francji Vichy, czarnoskóry tuż przed samosądem dokonanym przez Ku Klux Klan i jako Wietnamczyk na chwilę przed śmiercią z rąk żołnierzy amerykańskich.
We wczesnych godzinach 23 lipca 1982 roku, Morrow i dwoje dziecięcych aktorów, siedmioletni Myca Dinh Le i sześcioletnia Renee Shin-Yi Chen, uczestniczyli w nagrywaniu scen w pobliżu Santa Clarita w Kalifornii, na obszarze znanym jako Indian Dunes. W jednej ze scen odgrywani przez nich bohaterowie mieli uciekać z opuszczonej wietnamskiej wioski przed ścigających ich śmigłowcem U.S. Army. Podczas gdy śmigłowiec unosił się około 7,3 m (24 stóp) nad nimi ciepło powstałe w wyniku eksplozji pirotechnicznych podobno doprowadziło do rozwarstwienia (delaminacji) łopat wirnika, w wyniku czego śmigłowiec gwałtownie opadł i rozbił się, zabijając natychmiastowo całą trójkę. Morrow i Le ulegli dekapitacji i okaleczeniu łopatami wirnika, natomiast Chen została zmiażdżona płozą maszyny.
Landis i czworo pozostałych oskarżonych, w tym pilot śmigłowca Dorsey Wingo, ostatecznie zostli uniewinnieni z zarzutu nieumyślnego spowodowania śmierci po blisko dziewięcio-miesięcznym procesie. Rodzice Le i Chen złożyli pozew, który został później wycofany z powodu porozumienia pozasądowego na nieznaną kwotę. Obie córki Morrowa również złożyły pozew, który także wycofano w wyniku porozumienia pozasądowego.
Morrow został pochowany na cmentarzu Hillside Memorial Park Cemetery w Culver City.

## Filmografia
| Rok       | Tytuł                                                                    | Rola                    | Uwagi |
| --------- | ------------------------------------------------------------------------ | ----------------------- | --- |
| 1955      | Szkolna dżungla                                                          | Artie West              | |
| 1955      | It's a Dog's Life                                                        | pies Wildfire           | rola głosowa, nie wymieniony w napisach                                                                         |
| 1956      | Opowieść o złym człowieku                                                | Lars Peterson           | |
| 1956      | The Millionaire                                                          | Joey Diamond            | odcinek „The Joey Diamond Story”                                                                                |
| 1956      | Climax!                                                                  | Ted                     | odcinek „Strange Hostage”                                                                                       |
| 1957      | Mężczyźni na wojnie                                                      | kapral James Zwickley   | |
| 1957      | Alfred Hitchcock przedstawia                                             | Benny Mungo             | odcinek „A Little Sleep”                                                                                        |
| 1958      | Richard Diamond, Private Detective                                       | Joe Rovi                | odcinek „The Ed Church Case”                                                                                    |
| 1958      | Hell's Five Hours                                                        | Burt Nash               | |
| 1958      | Król Kreol                                                               | Shark                   | |
| 1958      | Poletko Pana Boga                                                        | Shaw Walden             | |
| 1958–1959 | The Rifleman                                                             | Johnny Cotton           | ABC-TV, 2 odcinki                                                                                               |
| 1959      | Naked City                                                               | David Greco             | ABC-TV, odcinek „The Shield”                                                                                    |
| 1959      | Johnny Ringo                                                             | Bill Stoner             | CBS-TV, odcinek „Kid With a Gun”                                                                                |
| 1959      | The Lawless Years                                                        | Nick Joseph             | NBC-TV, odcinek „The Nick Joseph Story (pilot)”                                                                 |
| 1960      | The Brothers Brannagan                                                   | Locke                   | lokalnie dystrybuowany program telewizyjny (ang. syndicated TV), premiera serialu, odcinek „Tune in for Murder” |
| 1960      | The Barbara Stanwyck Show                                                | Leroy Benson            | NBC-TV, odcinek „The Key to the Killer”                                                                         |
| 1960      | Cimarron                                                                 | Wes Jennings            | |
| 1960–1961 | Bonanza                                                                  | Lassiter / Ab Brock     | 2 odcinki |
| 1960–1962 | The Untouchables                                                         | Vince Shirer / Collier  | 2 odcinki |
| 1961      | Posse from Hell                                                          | Crip                    | |
| 1961      | The Law and Mr. Jones                                                    | Dr. Bigelow             | ABC-TV, odcinek „A Very Special Citizen”                                                                        |
| 1961      | Portrait of a Mobster                                                    | Dutch Schultz           | |
| 1961      | The Tall Man                                                             | Skip Farrell            | NBC-TV, odcinek „Time of Foreshadowing”                                                                         |
| 1962      | The New Breed                                                            | Belman                  | ABC-TV, odcinek „To Sell Another Human Being”                                                                   |
| 1962–1967 | Combat!                                                                  | sierżant Chip Saunders  | ABC-TV, 152 odcinki                                                                                             |
| 1969      | Target: Harry                                                            | Harry Black             | inne tytuły: What's In it For Harry?, How to Make It                                                            |
| 1970      | A Man Called Sledge                                                      | Gold Guard Scout        | nie wymieniony w napisach                                                                                       |
| 1970      | The Immortal                                                             | szeryf Dan W. Wheeler   | odcinek „The Rainbow Butcher”                                                                                   |
| 1970      | Dan August                                                               | Steve Harrison          | ABC-TV odcinek „The Union Forever”                                                                              |
| 1971      | Hawaii Five-O                                                            | Edward Heron            | CBS-TV, odcinek „Two Doves and Mr. Heron”                                                                       |
| 1971      | Mannix                                                                   | Eric Latimer            | CBS-TV, odcinek „Days Beyond Recall”                                                                            |
| 1971      | The F.B.I.                                                               | Porter Bent             | odcinek „The Stalking Horse”                                                                                    |
| 1971      | Sarge                                                                    | por. Ross Edmonds       | TV, odcinek „A Push Over the Edge”                                                                              |
| 1972      | McCloud                                                                  | Richard                 | NBC-TV, odcinek „A Little Plot at Tranquil Valley”                                                              |
| 1972      | Owen Marshall: Counselor at Law                                          | Andy Capaso             | ABC-TV, odcinek „Eight Cents Worth of Protection”                                                               |
| 1972      | The Glass House                                                          | Hugo Slocum             | film telewizyjny                                                                                                |
| 1972      | Mission: Impossible                                                      | Joseph Collins          | CBS-TV, odcinek „Five Days in the Death of Sgt. Brown”                                                          |
| 1973      | Love Story                                                               | Dave Walters            | NBC-TV, odcinek „The Cardboard House”                                                                           |
| 1973      | The F.B.I.                                                               | John Omar Stahl         | odcinek „Desperate Journey”                                                                                     |
| 1973      | Ulice San Francisco                                                      | Vic Tolliman            | ABC-TV, odcinek „The Twenty-Four Karat Plague”                                                                  |
| 1973–1974 | Police Story                                                             | sierżant Joe LaFrieda   | NBC-TV, 3 odcinki                                                                                               |
| 1973–1974 | The Evil Touch                                                           | Purvis Greene           | TV, 2 odcinki                                                                                                   |
| 1974      | Brudna Mary, świrus Larry                                                | Kapitan Franklin        | |
| 1974      | The Take                                                                 | Manso                   | |
| 1974      | The California Kid                                                       | Roy Childress           | film telewizyjny                                                                                                |
| 1974      | Funeral for an Assassin                                                  | Michael Cardiff         | |
| 1975      | Dziewczyna do dziecka                                                    | Vic, porywacz           | |
| 1975      | The Night That Panicked America                                          | Hank Muldoon            | film telewizyjny                                                                                                |
| 1976      | Captains and the Kings                                                   | Tom Hennessey           | 3 odcinki |
| 1976      | Straszne misie                                                           | Coach Roy Turner        | |
| 1976      | Treasure of Matecumbe                                                    | Spangler                | film Disneya |
| 1977      | Korzenie                                                                 | Ames                    | miniserial ABC-TV, 2 odcinki                                                                                    |
| 1977      | Hunter                                                                   |                         | CBS-TV, 2 odcinki                                                                                               |
| 1977      | The Hostage Heart                                                        | Steve Rockewicz         | film telewizyjny                                                                                                |
| 1978      | Wild and Wooly                                                           | Warden Willis           | film telewizyjny                                                                                                |
| 1978      | Wiadomość z kosmosu (ang. Message from Space, jap. Uchū kara no Messēji) | generał Garuda          | japoński film (Toei)                                                                                            |
| 1978–1980 | Aniołki Charliego                                                        | por. Harry Stearns      | ABC-TV, 2 odcinki „Angel In Hiding”, premiera 5. serii                                                          |
| 1979      | Greatest Heroes of the Bible                                             | Arioch                  | TV, odcinek „Daniel and Nebuchadnezzar”                                                                         |
| 1979      | The Evictors                                                             | Jake Rudd               | |
| 1979      | The Seekers                                                              | Leland Pell             | film telewizyjny                                                                                                |
| 1980      | Humanoidy z głębiny                                                      | Hank Slattery           | inne tytuły: Potwór                                                                                             |
| 1980      | B.A.D. Cats                                                              | kapitan Eugene Nathan   | TV, 9 odcinków                                                                                                  |
| 1981      | Ostatni rekin                                                            | Ron Hamer               | inny tytuł: Great White                                                                                         |
| 1981      | Magnum                                                                   | sierżant policji Jordan | CBS-TV, odcinek „Wave Goodbye”                                                                                  |
| 1982      | Fantasy Island                                                           | Douglas Picard          | ABC-TV, odcinek „The Challenge/A Genie Named Joe”                                                               |
| 1982      | 1990: The Bronx Warriors                                                 | Hammer                  | przedostatni film                                                                                               |
| 1982      | Abenko gongsu gundan                                                     |                         | południowokoreański film wojenny; w reżyserii Im Kwon-taek                                                      |
| 1983      | Strefa mroku                                                             | Bill Connor             | zmarł w wyniku wypadku na planie filmowym podczas nagrywania scen (ostatnia rola filmowa)                       |

## Nominacje
| Rok  | Nagroda               | Kategoria                                                          | Dzieło  | Rezultat   |
| ---- | --------------------- | ------------------------------------------------------------------ | ------- | ---------- |
| 1963 | Primetime Emmy Awards | Najlepszy aktor (pierwszoplanowy) występujący regularnie w serialu | Combat! | Nominowany |